# 小基里伊夫卡
48°19′45″N 29°39′58″E / 48.32917°N 29.66611°E
小基里伊夫卡（烏克蘭語：Мала Киріївка），是烏克蘭的村落，位於該國西南部文尼察州，由海辛區負責管轄，始建於1562年，面積11平方公里，海拔高度166米，2001年人口849，人口密度每平方公里77.18人。